# Омговичский сельсовет
Омговичский сельсовет — упразднённая административная единица на территории Слуцкого района Минской области Республики Беларусь.

## Состав
Омговичский сельсовет включал 21 населённый пункт:
- Гутница — деревня.
- Дворище — деревня.
- Калита — деревня.
- Красное — деревня.
- Кучино — деревня.
- Ляхово — деревня.
- Новый Гутков — деревня.
- Омговичи — деревня.
- Оступище — деревня.
- Павловка — деревня.
- Подлошица — деревня.
- Подстарево — деревня.
- Рубеж — деревня.
- Сливка — деревня.
- Старево — деревня.
- Старый Гутков — деревня.
- Тарасовка — деревня.
- Тихонь — деревня.
- Хиноловка — деревня.
- Хорошево — деревня.
- Чирвоная Сторонка — деревня.